# Agonopterix assimilella

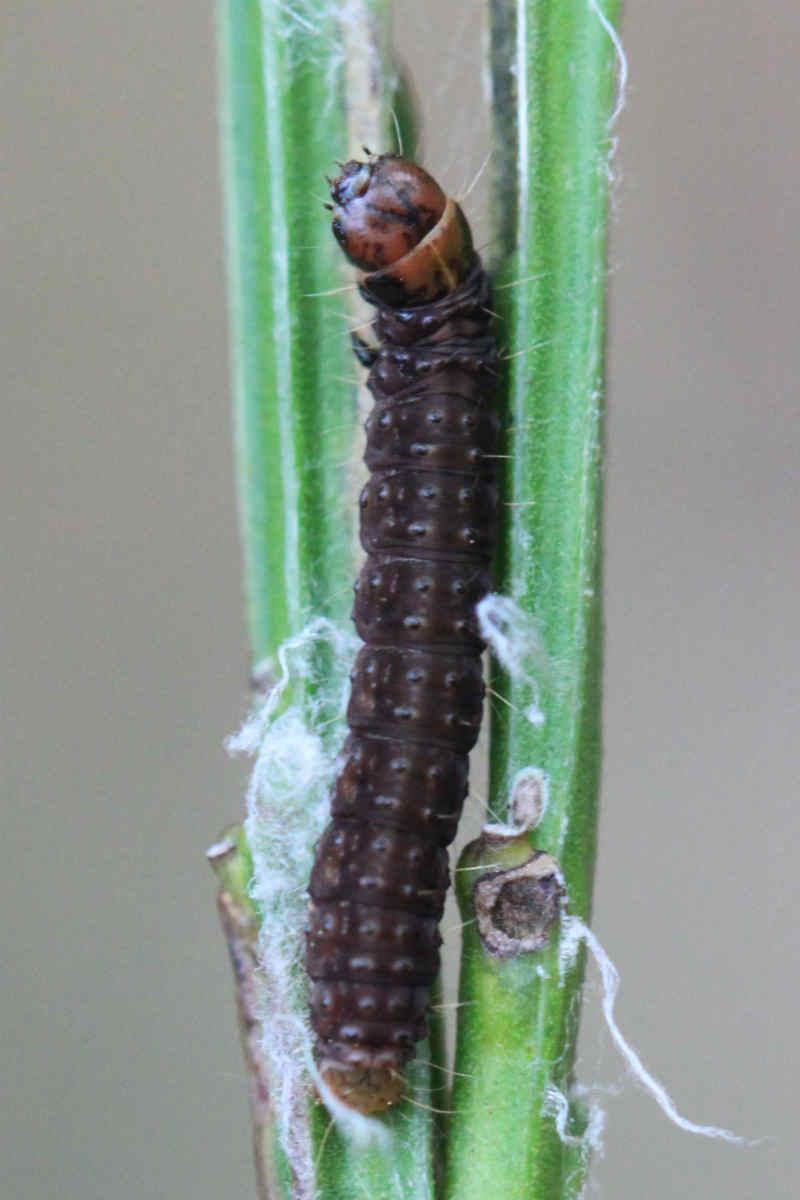
Raupe von Agonopterix assimilella

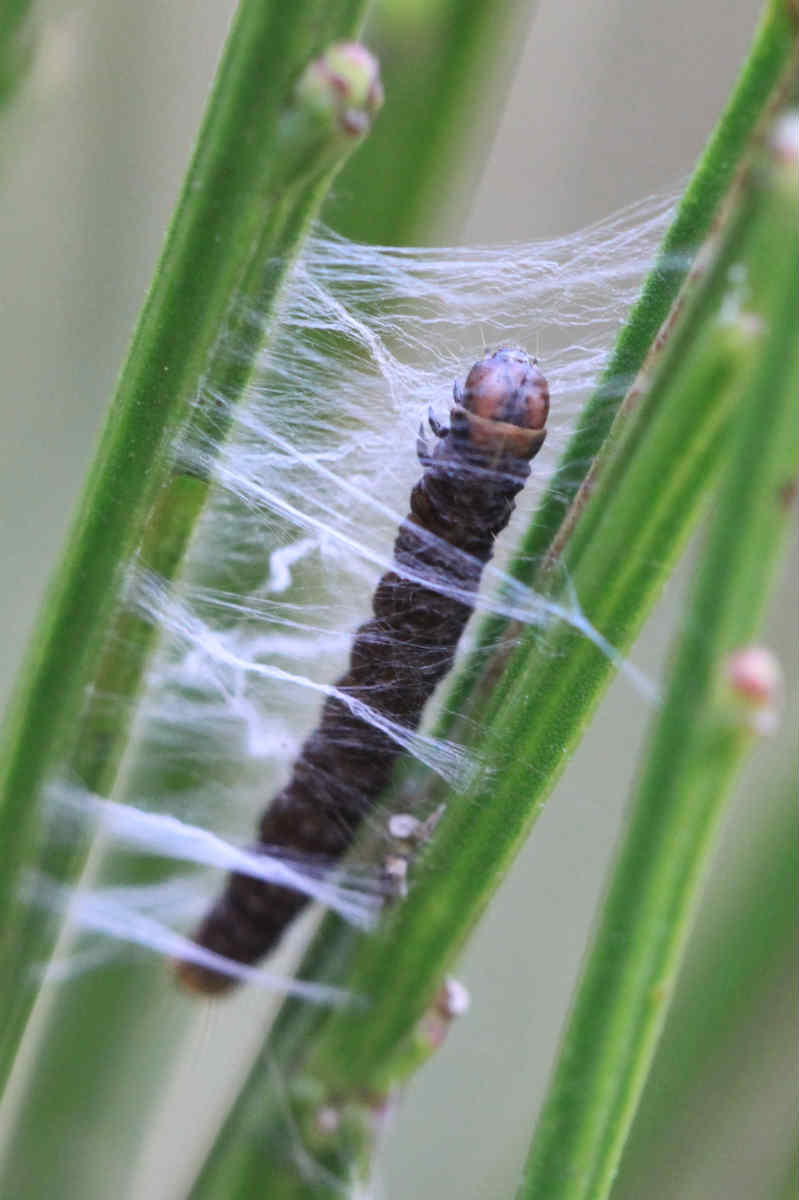
Raupe in Gespinst zwischen mehreren Besenginsterstängeln

Agonopterix assimilella ist ein Schmetterling aus der Unterfamilie der Flachleibmotten (Depressariinae) innerhalb der Familie der Grasminiermotten (Elachistidae).

## Merkmale
Die Falter erreichen eine Flügelspannweite von 15 bis 21 Millimetern. Sie besitzen eine ockerfarbene Grundfärbung und eine dunkelbraune bis schwarze Zeichnung. Die Flügel werden in Ruhestellung flach und überlappend zusammengelegt. Die Falter sind schwierig von verwandten Arten zu unterscheiden.

## Verbreitung
Die Art ist in Europa weit verbreitet. Auf den Britischen Inseln ist die Art ebenfalls vertreten.

## Lebensweise
Die Raupen entwickeln sich im Winter innerhalb der Stängel von Gewöhnlichem Besenginster (Cytisus scoparius). Der Eingang der Fraßgänge ist von einem Gespinst bedeckt. Zwischen Februar und April verlassen die Raupen das Pflanzeninnere. Man findet sie dann in einem dichten weißen Gespinst, das zwischen zwei oder mehreren benachbarten Ginsterstängeln gewoben wurde.
Die Raupen fressen nun an der Rinde ihrer Wirts- und Futterpflanzen. 
Nach Verlassen der Mine besitzen die Raupen eine Länge von etwa 9,5 mm. Sie häuten sich später noch mindestens einmal und besitzen im finalen Raupenstadium eine Länge von 12 mm.
Agonopterix assimilella bildet eine Generation im Jahr, die von April bis Juni fliegt. Die Falter sind nachtaktiv und werden gelegentlich vom Licht angezogen.